# Rubʿ (Hohlmaß)
Rubʿ (arabisch ربع, DMG Rubʿ ‚Viertel‘), in europäischen Darstellungen auch Robbah, war ein ägyptisches Hohlmaß. Es entspricht einem Viertel Qadah und ist heute amtlich = 0,516 Liter.